# Kusjes
Kusjes is het negende album van de Vlaamse meidengroep K3, dat verscheen op 22 oktober 2007 in Nederland en België. Het album is de opvolger van Ya ya yippee uit 2006 en dit is tevens het laatste album met Kathleen van de originele K3-bezetting.
Op 25 juni 2007 verscheen de single Kusjesdag in België en in Nederland.

## Singles
| Single met eventuele hitnotering(en) in de Nederlandse Top 40 | Datum van verschijnen | Datum van binnenkomst | Hoogste positie | Aantal weken | Opmerkingen |
| ------------------------------------------------------------- | --------------------- | --------------------- | --------------- | ------------ | ----------- |
| Kusjesdag                                                     | 2007                  | 07-07-2007            | 7               | 7            |             |
| Je mama ziet je graag                                         | 2008                  | 15-03-2008            | tip4            | -            |             |

| Single met hitnotering(en) in de Vlaamse Ultratop 50 | Datum van verschijnen | Datum van binnenkomst | Hoogste positie | Aantal weken | Opmerkingen |
| ---------------------------------------------------- | --------------------- | --------------------- | --------------- | ------------ | ----------- |
| Kusjesdag                                            | 25-06-2007            | 14-07-2007            | 7               | 23           |             |
| Je mama ziet je graag                                | 25-02-2008            | 08-03-2008            | 38              | 2            |             |

## Nummers
1. Kusjesdag
2. Je mama ziet je graag
3. Billy Billy
4. Sterren
5. Jongen van mijn dromen
6. Ons huis
7. Iedereen op de dansvloer
8. De wereld veranderen
9. Sproetje
10. Prinses
11. Vliegen als een vogel
12. Ware liefde